# Casa Barbot

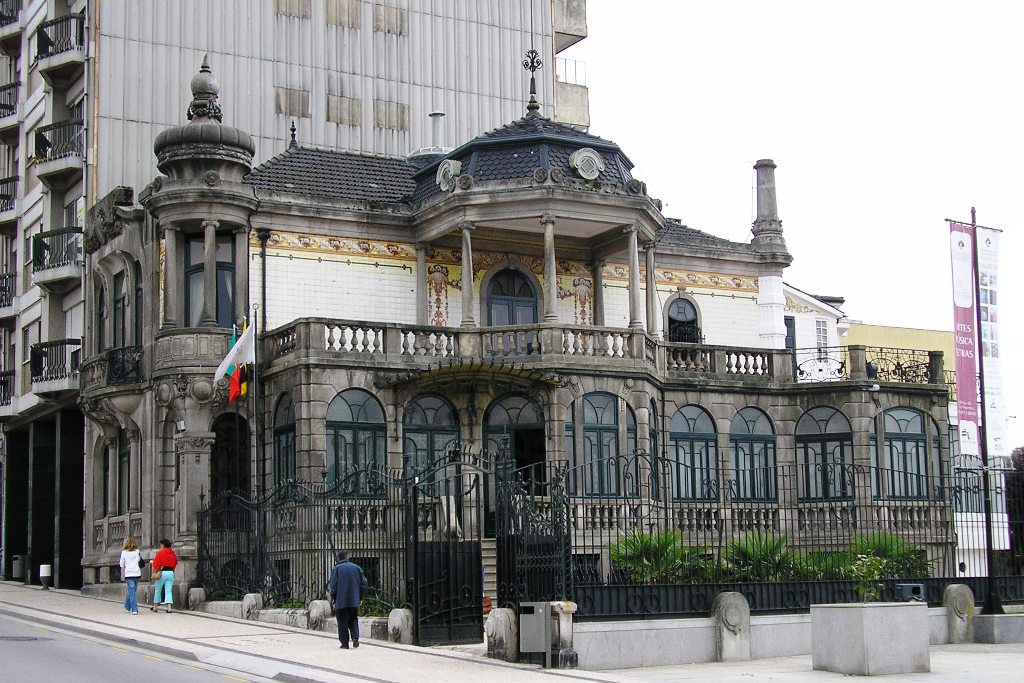
Casa Barbot, Vila Nova de Gaia.

La Casa de la Cultura (Casa Barbot) es un edificio histórico situado en la Avenida da República de la ciudad de Vila Nova de Gaia, en el distrito de Oporto, Portugal.

## Historia
Se trata de una antigua residencia unifamiliar, fundada en 1904 por iniciativa del vianense Bernardo Pinto Abrunhosa, su primer propietario. Sin embargo, el nombre por el cual es conocida proviene de Ermelinda Barbot, propietaria del inmueble en 1945.
En la Casa Barbot trabajaron el arquitecto Miguel Ventura Terra, el escultor Alves de Sousa, el maestro estucador Domingos Baganha, y el profesor de pintura Veloso Salgado, responsable de la decoración de algunas divisiones.
Se encuentra clasificado como inmueble de interés público desde 1982.
La cámara municipal de Gaia adquirió el inmueble, lo recuperó e instaló la Casa de la Cultura, sede del Consejo de Cultura, Patrimonio y Turismo de la autarquía. La Casa de la Cultura dispone actualmente de un área destinada a exposiciones y a la promoción de eventos como debates, coloquios, seminarios, presentaciones de libros y conciertos.

## Características
Es el único ejemplo de arquitectura modernista en Vila Nova de Gaia e incluye elementos de inspiración árabe en la cubierta, azulejos de inspiración neoclásica, y otros adornos de estilo oriental; lo que recuerda a la arquitectura francesa de finales del siglo XIX.
A pesar de las sucesivas transformaciones introducidas por los diversos propietarios, el edificio mantiene la estructura original. La fachada principal, que da a la avenida, presenta dos verandas solapadas, de composición conjunta. En el ángulo, se encuentra una otra varanda en consola, de planta circular, con una especie de baldaquino en forma de bolbo, que corresponde, en el piso planta baja, a un doble arco. La fachada norte se destaca por la terraza superior, con cobertura hexagonal al centro, cuyo diseño se reflecte en el piso inferior, y escadaria exterior de acceso al portal, protegido por cobertura de hierro. Esta cobertura en mansarda con óculos denota la influencia del estilo del Segundo Imperio Francés de Napoleón III.
- Datos: Q9698045
- Multimedia: Casa e jardins da família Barbot / Q9698045